# أحمد الديب
أحمد الديب كاتب ومترجم مصري وُلد بمدينة الإسكندرية عام 1984، ودرس في كلية الصيدلة بجامعة الإسكندرية.

## مسيرته المهنية
عمل أحمد الديب بعد أن تخرج من الجامعة بقسم العلوم في مكتبة الإسكندرية، إلى جانب تدريس العلوم والترجمة العلمية. بدأ اهتمام أحمد الديب بالأدب وهو في سن مبكرة، فكتب وترجم المقالات العلمية للعديد من الصحف والمجلات والمواقع الإلكترونية المحلية والدولية مثل مجلة للعلم التي تصدر باللغة العربية عن أكاديمية العلوم الأمريكية.
استغرق أحمد الديب في تأليف كتابه الأول وهو مجموعة قصصية بعنوان «حكايات بعد النوم» نحو ستة سنوات بدءاً من عام 2008 قبل أن يظهر للنور عام 2014.
أشاد الدكتور أحمد خالد توفيق بالمجموعة القصصية «حكايات بعد النوم» ووصفها بأنها «معزوفة! لحن في منتهى الرقة والجمال»، كما أبدت الكاتبة رضوى عاشور إعجابها بالمجموعة.

## أعماله ومؤلفاته
ألف أحمد الديب العديد من المؤلفات التي تنوعت ما بين الرواية، والمجموعات القصصية، إلى جانب ترجمة عدة أعمال أدبية من الإنجليزية إلى العربية، وفيما يلي بعضا من أهم أعماله المؤلفة والمترجمة:

### المؤلفات
- حكايات بعد النوم (مجموعة قصصية): صدر عام 2014 عن دار مدارات للنشر والتوزيع بالإسكندرية، ثم صدرت لها طبعة ثانية عن دار الشروق للترجمة والنشر والتوزيع بالقاهرة بعد أن أضاف إليها الكاتب أربعة قصص جديدة، وكتب مقدمة طبعة المجموعة الثانية الدكتور محمد المخزنجي، وصمم غلافها الفنان هاني صالح.[3][4]

### التراجم
- قطط ألثار: مجموعة الكاتب الأمريكي هوارد فيليبس لافكرافت الصادرة عام 1920، وصدرت نسختها المترجمة إلى العربية من ترجمة أحمد الديب عام 2016.[5]
- الجرذان في الجدران: مجموعة الكاتب الأمريكي هوارد فيليبس لافكرافت الصادرة عام 1924، وصدرت نسختها المترجمة إلى العربية من ترجمة أحمد الديب عام 2018.[5]
- باتمان.. العام واحد: رواية الكاتب الأمريكي فرانك ميلر الصادرة عام 1987، وصدرت نسختها المترجمة إلى العربية من ترجمة أحمد الديب عام 2021 عن دار عصير الكتب للنشر والتوزيع.[5]